# René Redzepi
René Redzepi (Kopenhagen, 1977) is een Deens chef-kok en mede-eigenaar van het driesterrenrestaurant Noma in Christianshavn, Kopenhagen. Redzepi is bekend vanwege zijn aandeel in de vernieuwing van de noordse keuken.

## Biografie
Redzepi, een zoon van een Albanese vader uit noord Macedonië en een Deense moeder, werkte tussen 1993 en 1997 in het voormalige sterrenrestaurant Pierre André in Kopenhagen. Hierna reisde hij de wereld rond om bij drie driesterrenrestaurants werkervaring op te doen: The French Laundry (Verenigde Staten), Le Jardin des Sens (Frankrijk) en El Bulli (Spanje). Eind 2001 keerde hij terug naar Kopenhagen om er als souschef te werken bij het sterrenrestaurant Kong Hans Kœlder.
Redzepi opende in 2003 met chef Claus Meyer het restaurant Noma. In 2005 kreeg het restaurant een eerste Michelinster; twee jaar daarna werd de tweede ster toegekend. Noma werd door Restaurant Magazine vier keer verkozen als beste restaurant ter wereld.